# 朝日映画製作
朝日映画製作株式会社（あさひえいがせいさくかぶしきがいしゃ）は、かつて存在した日本の映画製作会社。

## 概要
1937年から1943年まで「朝日映画製作株式会社」、藝術映画社など8社を併合して「株式会社朝日映画社」となり、1945年敗戦の際に一旦解散した後、同年12月再発足。1947年に改称して株式会社新世界映画社として、1949年まで存在した。
主にニュース・記録映画、アニメーション・影絵映画を製作した。
本項では、統合後の株式会社朝日映画社と社名変更後の株式会社新世界映画社についても触れる。
1933年5月に月形龍之介が日本映画社の志波西果と組んで設立した「朝日映画聯盟」とは無関係である。

## 略史

### 前史─ニュース映画から本格的記録映画まで
- 1924年4月、朝日新聞社は、ニュース映画「朝日映画週報」を制作、さらに、1934年7月「朝日世界ニュース」を製作して全国の映画館で上映していた。製作は名目上、朝日新聞社となっていたが、実際はPCLのニュース映画部門が担当した。
- 1936年6月19日、朝日新聞社は北海道の皆既日食を記録し、『黒い太陽』（19分・16mm・白黒）を製作。撮影を後に原爆記録映画に参加する三木茂、後の1964年東京オリンピック記録映画をつくる林田重雄が担当した。1,200mmの大望遠鏡を五藤光学研究所が提供した[3]。

### 朝日映画製作株式会社を設立
- 1937年9月、東宝映画設立時に、朝日新聞社がPCLのニュース映画部門を買収し、朝日映画製作株式会社を設立した[4]。同年、『ソ聯邦の軍備』、日本赤十字社後援『戦ふ女性』（22分）[4]、大石郁雄作画『泳げや泳げ』（ナレーション・澤登翠）[5]を製作。代表＝石井光次郎、専務＝真名子兵太[6]。
- 1940年、前年に大日本雄辯会講談社が公募・選定した『出征兵士を送る歌』（作詞＝生田大三郎、作曲＝林伊佐緒）の歌唱指導映画『出征兵士を送る歌』（8分）[7]。荒井和五郎・飛石仲也の影絵映画『お蝶夫人の幻想』（12分、白黒、独唱＝三浦環）公開。この年で「朝日世界ニュース」終了。
- 1941年、荒井和五郎・飛石仲也の影絵映画『ジャックと豆の木』（15分・16mm・白黒・サイレント）公開。
- 1942年、荒井和五郎・飛石仲也の影絵映画『かぐや姫』（26分 白黒）公開。

### 他社を吸収、株式会社朝日映画社に統合
- 1943年7月、芸術映画社など8社を吸収して、株式会社朝日映画社となる。日本映画社、理研科学映画、電通映画社とともに戦時中を代表するプロダクションとなる。同年、荒井和五郎、飛石仲也の影絵アニメーション映画『ニッポンバンザイ』（11分・35mm・白黒）公開。
- 1944年、地方の繊維工場で働く女子工員が精密機械の生産に挑む姿を描く森永健治郎監督、厚木たか脚本の記録映画『転換工場』（18分・35mm・白黒）公開[8]。11月、横山隆一原作、持永只仁撮影、前田一動画のアニメーション『フクちゃんの潜水艦』公開。
- 1945年、女子挺身隊の徒労感を浮き彫りにした、水木荘也監督、厚木たか構成『わたし達はこんなに働いてゐる』（18分）。

### 戦後の再出発
- 1945年、戦後の短編映画第1作として、治安維持法違反によって獄中にした人々の解放を捉えたニュース映画『君達は喋ることが出来る』[9]を製作。同年、『戦災者の声』、『明日の婦人達』、労働歌をテーマとしたプロパガンダ映画『腕をくんで』などを製作するも、いずれも、左翼的すぎて映画館に受け入れられなかったため、一旦解散する[4]。同年12月、従業員の反対と占領軍の命令で解散を取り止め、再発足。12月1日に発足した「映画製作者連合会」に劇映画3社、ニュース短篇教育映画3社とともに加盟[10]。
- 1946年3月、朝日新聞・毎日新聞・読売新聞から役員を迎えて入れて増資を行う。製作局長に統合した芸術映画社の元社長・大村英之助が就任[4]。同月には、「新世界ニュース」を製作した。従業員数270名の大所帯であるため、経営が改善せず、9月に大村英之助は退任。この頃、池真理子、渡辺はま子、柴田つる子、松原操ら歌手が総出演する演芸映画『麗人歌合戦』（20分・35mm・白黒）を製作。

### 新世界映画社改称から解散まで
- 1947年2月、「新世界ニュース」にあわせて、社名を新世界映画社と改称。同年、荒井和五郎の影絵映画『椰子の実』（10分 白黒、独唱＝三浦環）公開。
- 1948年、小山鵠郎監督、村山英治脚本、諸井三郎音楽『古代の農民生活 登呂』（11分・35mm・ナレーション徳川夢声）、労働組合映画協議会、全国繊維産業労働組合同盟から委託を受けた厚木たか構成による『少女たちの発言』（20分・16mm・白黒）製作。
- 1949年、労働組合映画協議会、労映国鉄映画製作団『号笛なりやまず』（36分・35mm・白黒）を製作。同年2月、債務超過のため業務停止となり、解散した。